# Cơ Ho (peuple)

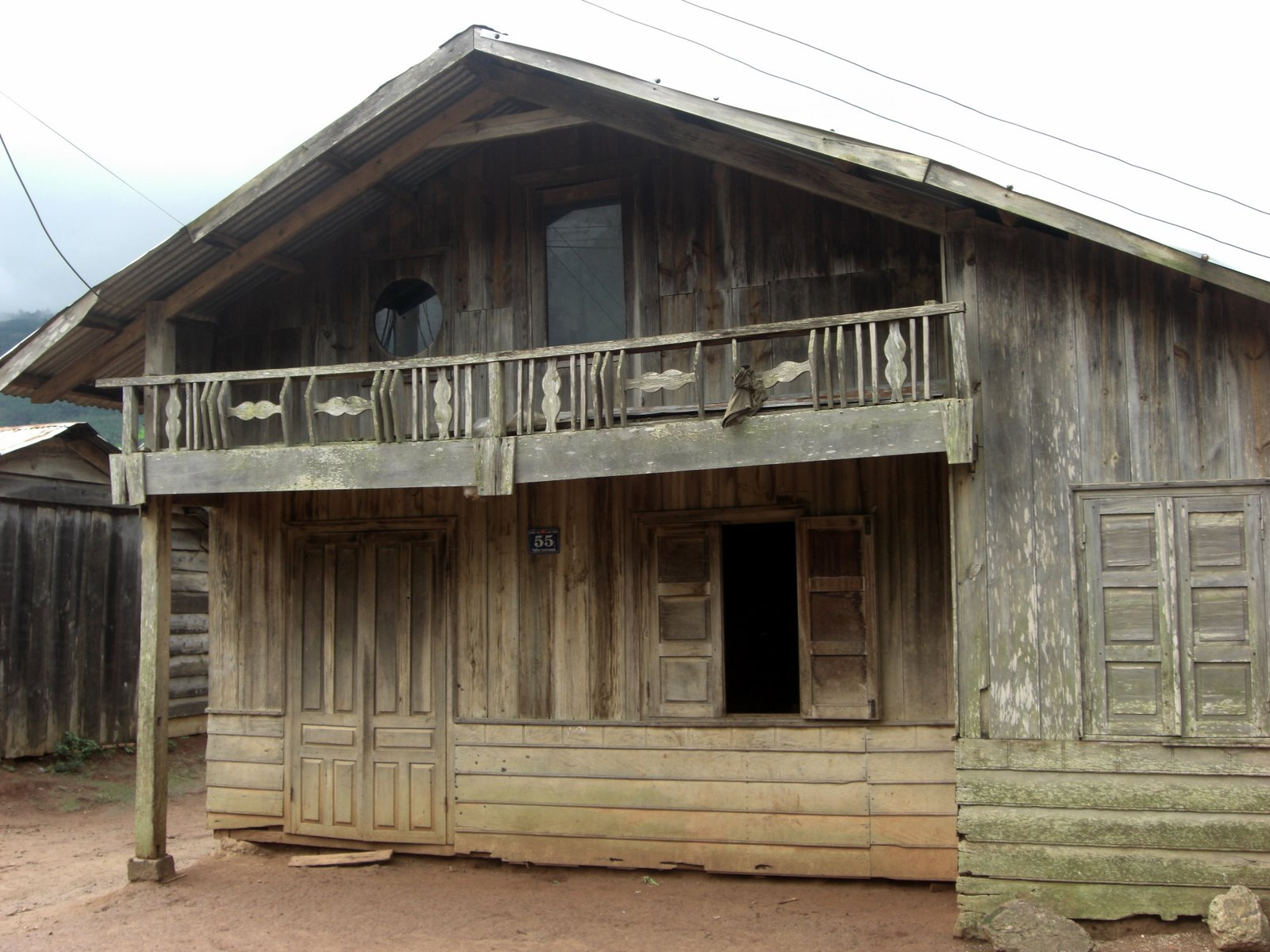
Maison à Lang Dinh An

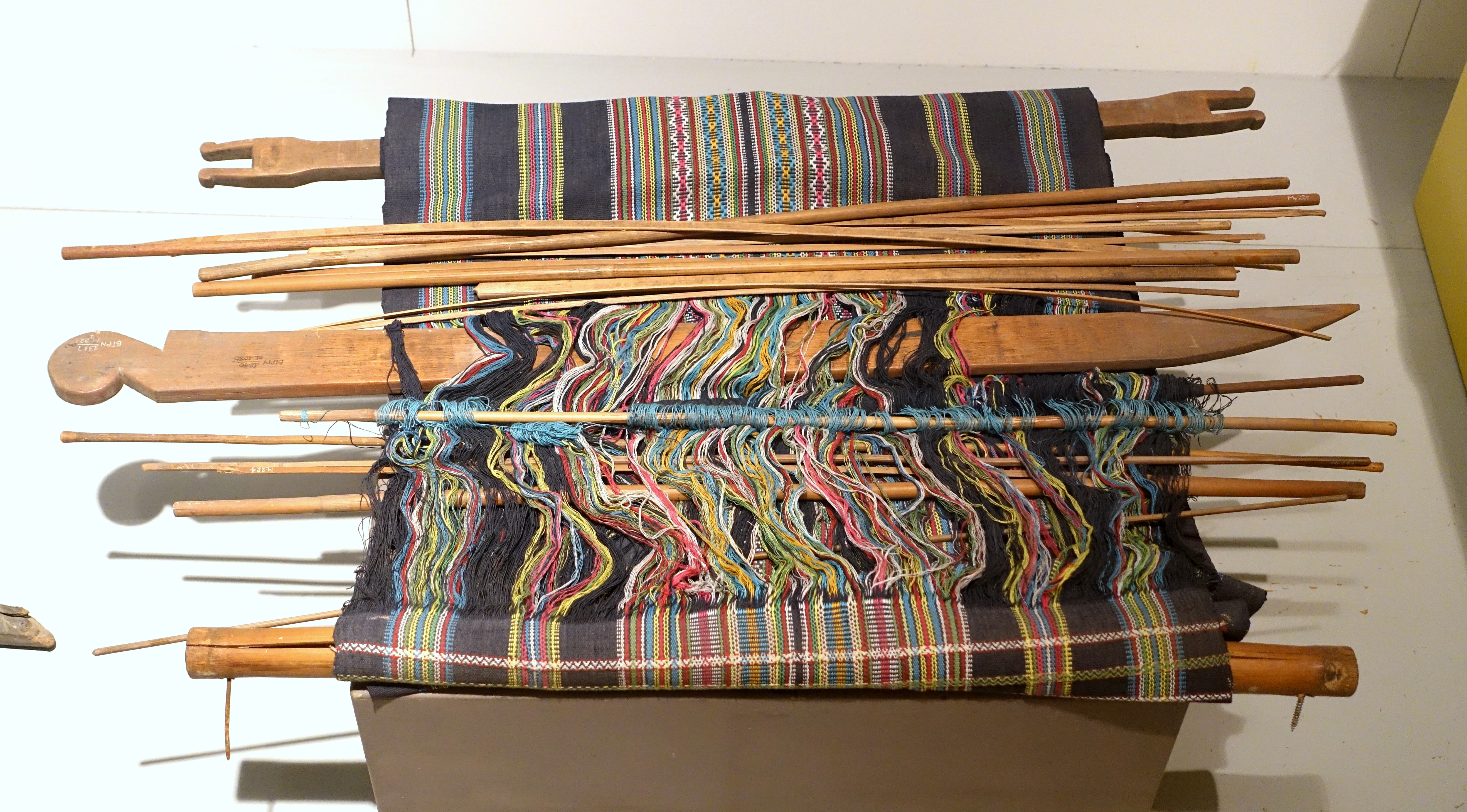
Métier à bras

Les K'Ho, Cơ Ho, or Koho sont un groupe ethnique vivant dans la Province de Lâm Đồng au Vietnam. 
Ils parlent une langue austroasiatique.
Le peuple Lạch, un sous groupe des K'Ho, est indigène du Lâm Đồng. 
Le nom de la ville de Da Lat vient de Đà Lạch (signifiant "la rivière des Lạch").